# Karakol (Yssyk-Köl)
Der Karakol (kirgisisch Каракол) ist ein Zufluss des Yssykköl-Sees in Kirgisistan (Zentralasien).
Der Karakol entspringt im Zentralteil des Terskej-Alatau. Er wird von dessen Gletschern gespeist. Der Karakol durchfließt ein Gebirgstal in nördlicher Richtung. Dabei mündet der Kurgaktor, Abfluss des Ala-Kul, von rechts in den Fluss. Der Karakol verlässt das Bergland und durchfließt die in der Tiefebene östlich des Yssykköl-Sees gelegene gleichnamige Gebietshauptstadt Karakol, bevor er 10 km weiter nordwestlich in eine Bucht im Südosten des Yssykköl mündet. Der Karakol hat eine Länge von 50 km. Er entwässert ein Areal von 394 km². Der mittlere Abfluss beträgt 6,6 m³/s.